# Xivita de Tahití
La xivita de Tahití (Prosobonia leucoptera) és un ocell limícola de la família dels escolopàcids (Scolopacidae) que habitava Moorea i Tahití, a les illes de la Societat, si bé molts autors separen ambdues poblacions, ubicant la de Moorea a l'espècie Prosobonia ellisi. Va ser observada per darrera vegada en 1777.
És l'única espècie del gènere Prosobonia coneguda en època històrica, si bé alguns autors també classifiquen dins aquest gènere Aechmorhynchus parvirostris.